# Не для дівчат (фільм)
«Не для дівчат» (англ. A Guy Thing) — кінофільм режисера Нурі Кріса Коха, який вийшов на екрани у 2003 році. Українською мовою озвучено студією «1+1» на замовлення телеканалу «ТЕТ», телекомпанією «Новий канал», і студією «Так Треба Продакшн» на замовлення телеканалу «AMC»; інші назви — «Бабій одружується» та «Парубоча вечірка».

## Зміст
Головному герою друзі влаштували парубочу вечірку напередодні весілля, та чудова гулянка обернулася для Пола Морзе справжньою трагедією. На ранок в стані найсильнішого похмілля він виявив у себе в ліжку дівчину, в якої насилу пригадав стриптизерку Беккі, яка залишилася у нього до ранку. Шило в мішку не втаїться, але головна проблема — чи готовий хлопець до одруження взагалі…

## Ролі
| Актор         | Роль   |
| ------------- | ------ |
| Джейсон Лі    | Пол    |
| Джулія Стайлз | Беккі  |
| Сельма Блер   | Карен  |
| Джеймс Бролін | Кен    |
| Шон Хетосі    | Джим   |
| Локлін Манро  | Рей    |
| Даяна Скарвід | Сандра |
| Девід Кокнер  | Бак    |
| Джулі Гаґерті | Дороті |
| Томас Леннон  | Піт    |

## Знімальна група
- Режисер — Кріс Кох
- Сценарист — Грег Глієнна, Піт Шваба, Метт Тарсес
- Продюсер — Девід Ледд, Девід Никсей, Девід Кервін
- Композитор — Марк Мазерсбо